# Psectrosciara asklepios
Psectrosciara asklepios is een muggensoort uit de familie van de Scatopsidae. De wetenschappelijke naam van de soort is voor het eerst geldig gepubliceerd in 1990 door Haenni.